# Alice Heine
Maria Alice Heine (Nova Orleães, 10 de fevereiro de 1858 – Paris, 22 de dezembro de 1925), foi uma nobre americana, segunda esposa do príncipe Alberto I de Mônaco, o trisavô do atual Príncipe de Mônaco, Alberto II.
Tendo usado os títulos de Princesa de Mônaco e de Duquesa de Richelieu, foi um influente membro da alta sociedade no final do século XIX e no início do século XX. Marcel Proust usou-a como inspiração para a figura da princesa de Luxemburgo na sua obra Em Busca do Tempo Perdido.

## Biografia
Maria Alice Heine nasceu na casa nº 900 da Rue Royale, no French Quarter de Nova Orleães, Louisiana, nos Estados Unidos. Era filha de pais judeus de origem alemã. O seu pai, Michael Heine, era o líder de uma proeminente família de banqueiros de Berlim e Paris, e sobrinho do poeta Heinrich Heine. Ele tinha emigrado da Alemanha para Paris em 1840, e partido para Nova Orleães em 1843, onde tinha se casado e se instalado como banqueiro e construtor civil de sucesso. A sua mãe, Amelie Miltenberger, era filha de um arquiteto cuja família tinha construído três grandes mansões interligadas na Rue Royale.
Devido à Guerra Civil Americana, a família Heine resolveu regressar a França, onde a beleza e riqueza da jovem herdeira a transformaram num dos pontos focais da alta sociedade parisiense. A&M Heine, a firma de sua família, ajudou a financiar o imperador Napoleão III no esforço de guerra contra a Prússia, na Guerra Franco-Prussiana de 1870-1871.
Depois de se converter ao catolicismo, Alice casou-se, a 27 de fevereiro de 1875, com Jean-Marie Odet Armand Chapelle, Marquês de Jumilhac e 7º duque de Richelie. Este casamento gerou um filho, Armand Chapelle, que, com a morte de seu pai (28 de junho de 1880), foi o 8º e último Marquês de Richelieu. Com apenas vinte e um anos, Alice passou a ser a Marquesa viúva de Richelieu.
A 30 de outubro de 1889, Alice Heine casou-se com Alberto I, Príncipe de Mônaco, que teve o seu primeiro casamento, com Maria Vitória Hamilton, anulado alguns anos antes, em 1880. O casamento foi, a princípio, aparentemente feliz, com Alice, devido à sua experiência e aptidão natural para os negócios, assumindo um importante papel na gestão do Principado. Seu papel foi determinante para transformar Mônaco num dos grandes centros culturais da época e para aumentar substancialmente a afluência de turistas.
O príncipe batizou dois dos seus navios de investigação em honra da princesa (o Princesse Alice e o Princesse Alice II). Descoberto durante uma das expedições de Alberto I aos Açores, a bordo do Princesse Alice II, o grande banco existente ao sul da ilha do Pico foi batizado de Banco Princesa Alice.
Alberto I era um devotado oceanógrafo, passando grande parte do seu tempo no mar. Durante as ausências do marido, Alice tomou grande interesse pela cultura, em especial pela ópera. Conheceu e acabou por se enamorar por Isidore de Lara, um compositor e galã de origem britânica então muito em voga na ópera monegasca. Em 1902 o romance foi descoberto pelo príncipe, que, à vista do público e em plena Salle Garnier, esbofeteou a princesa quando, na noite de 18 de fevereiro, se dirigiam para o camarote real para assistir à estreia de Le Jongleur de Notre-Dame.
Alberto I e a Pricesa Alice separaram-se judicialmente a 30 de maio de 1902, em Mônaco, e a 3 de junho de 1902, na França, mas nunca se divorciaram formalmente. Após o falecimento do príncipe, vinte anos mais tarde, Alice passou a usar o título de princesa viúva de Mônaco. Nunca mais voltou a se casar.